# Épernon
Épernon là một xã thuộc tỉnh Eure-et-Loir trong vùng Centre-Val de Loire ở bắc trung bộ nước Pháp. Xã này nằm ở khu vực có độ cao trung bình 110 mét trên mực nước biển. Xã này có cự ly 27 27 km về phía đông bắc Chartres, tại nơi hợp lưu của các sông Drouette và Guesle.
Ban đầu, Epernon là quê nhà của cả bá tước Montfort và Amaury. Vào thế kỷ 11, họ đã cho xây pháo đài Épernon và Montfort để bảo vệ Lâu đài St Léger.